# Milikowo
Milikowo (niem. Heinrichsdorf) – wieś w Polsce położona w województwie pomorskim, w powiecie sztumskim, w gminie Stary Dzierzgoń przy drodze wojewódzkiej nr 526. Wieś jest siedzibą sołectwa Milikowo w którego skład wchodzą również miejscowości Pronie i Prońki.
W latach 1975–1998 miejscowość administracyjnie należała do województwa elbląskiego.
Wieś wzmiankowana w dokumentach z roku 1301 i 1311 pod nazwą Heynrichesdorph, jako wieś czynszowa na 46 włókach. W roku 1782 we wsi odnotowano 34 domy (dymy), natomiast w 1858 w 36 gospodarstwach domowych było 291 mieszkańców. W latach 1937–1939 było 295 mieszkańców. W roku 1973 wieś należała do powiatu morąskiego, gmina Stary Dzierzgoń, poczta Myślice.